# Taurusrind

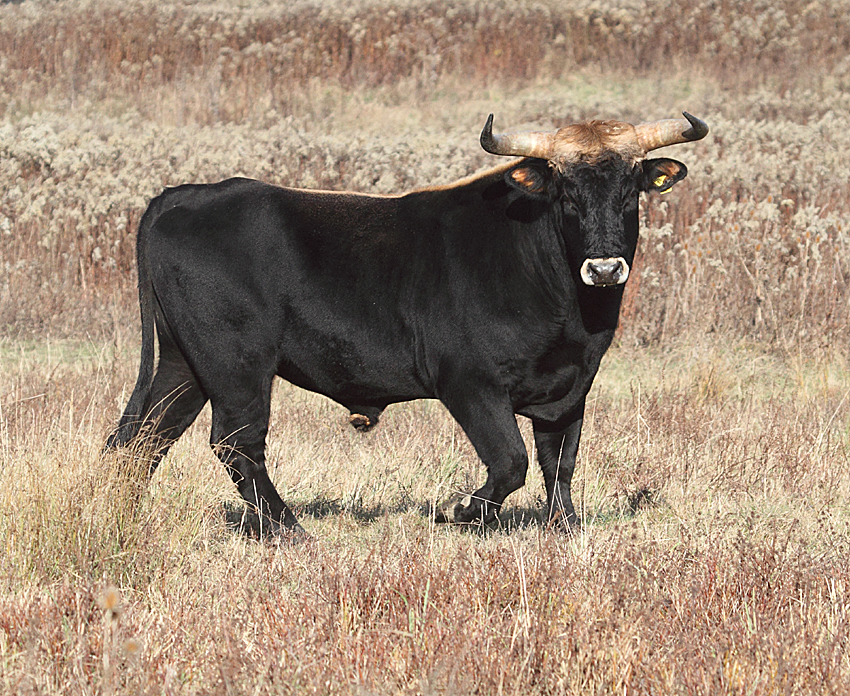
Taurusbulle im Naturschutzgebiet Lippeaue

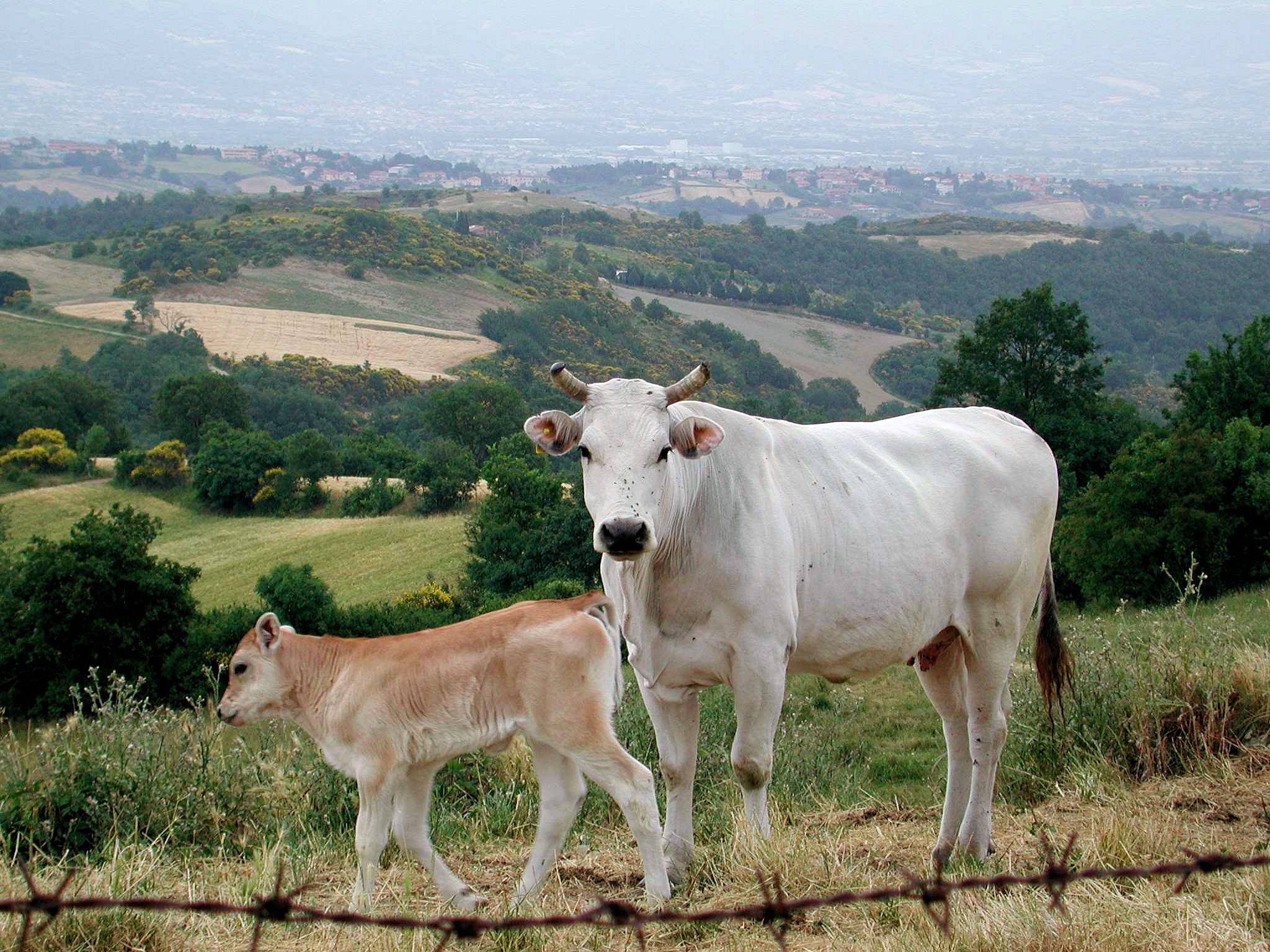
Unter anderem werden Chianina zur Kreuzung in Taurusherden verwendet.

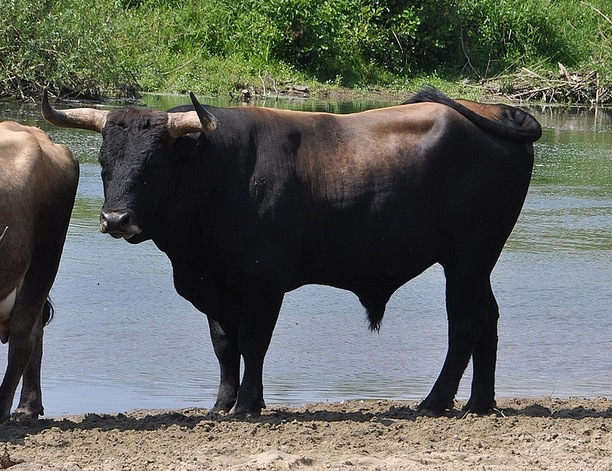
Taurusbulle in der Lippeaue

Das Taurusrind ist die Weiterzüchtung des Heckrinds durch erneutes Einkreuzen verschiedener Rassen und die Anwendung fortentwickelter Zuchtstrategien, um eine Rinderform zu schaffen, die eine stärkere Ähnlichkeit mit dem ausgerotteten Auerochsen hat. Das Taurusrind ist damit eine Abbildzüchtung und wird vor allem in Deutschland, Dänemark und Ost-Ungarn gezüchtet und zu Naturschutzzwecken eingesetzt.

## Geschichte und Zuchtstandorte
1996 wurde in Nordrhein-Westfalen von der Arbeitsgemeinschaft Biologischer Umweltschutz (ABU) damit begonnen, Heckrinder mit alten und ursprünglichen Rinderrassen zu kreuzen. Der Anstoß hierfür war, dass das Heckrind (das aus einem Abbildzüchtungs-Versuch hervorging) von vielen für zu wenig Auerochsen-ähnlich befunden wird. So wird etwa geschrieben: „Die ‚Rückzüchtungen’ der Gebrüder Heck sind zu klein, zu kurzbeinig, nicht elegant genug, außerdem läßt die Hornform zu wünschen übrig“. Das Zuchtziel ist folglich ein wesentlich größeres, hochbeinigeres Rind mit nach vorne geschwungenen Hörnern zusätzlich zur bereits vorhandenen Wildfarbe. Für diese neue Kreuzungszucht wurde der Name Taurusrind gewählt.
Gezüchtet wird das Taurusrind von Standorten der ABU, des Naturschutzbunds Deutschlands (vor allem in Nordrhein-Westfalen, Thüringen und Niedersachsen), in Dänemark und im Hortobágyi-Nationalpark in Ungarn.

### Deutschland
In Deutschland werden neben Heckrindern die Rassen Chianina sowie Sayaguesa und Lidia (Spanisches Kampfrind) zur Kreuzungszucht verwendet. Der wichtigste Standort in Deutschland ist das Naturschutzgebiet Lippeaue (SO-007), wo die Kreuzungszucht auch ihren Ausgang nahm.
Verschiedenste Kombinationen der vier verwendeten Rassen bestehen bereits und die jüngsten im Jahr 2015 geborenen Tiere entstammen bereits der fünften Generation. In der Lippeaue ist Sayaguesa mit 47 % die in den Kreuzungstieren dominierende Rasse, gefolgt von Heckrind (29 %), Chianina (20 %) und Lidia (4 %).
Taurusrinder werden im Zuchtbuch X des Heckrinderzucht-Vereins VFA angeführt. Mittlerweile zeigen einige Heckrinderzüchter Interesse an diesen Kreuzungsexemplaren, sodass es einen fließenden Übergang zwischen Taurus- und Heckrind gibt.
Für Aufsehen sorgte ein entlaufenes Kampfrind im Jahre 1997, welches sich über sieben Monate frei in Nordrhein-Westfalen bewegte, bis es erschossen wurde.

### Hortobágy
Im Hortobágy-Nationalpark gibt es die bislang größte Taurusrind-Herde von etwa 200 Tieren. Dort werden zusätzlich zu Kreuzungstieren aus Deutschland Watussi-Rinder, vormals auch ungarische Steppenrinder und eine Kreuzungskuh mit Holstein-Rind-Einfluss verwendet. Dort wurden zwei Herden gebildet, eine Hauptherde in Pentezug und die andere in Karácsonyfok. Die Studien im Nationalpark haben gezeigt, dass Rinder schlechter an trockenes, karges Grasland bei kalten Temperaturen angepasst sind als Przewalski-Pferde; ohne Zufütterung hätten die Rinder in den ersten Jahren vermutlich nur teilweise überlebt. Den Winter 2010/2011 verbrachten die Rinder allerdings bereits ohne Zufütterung.

## Aussehen

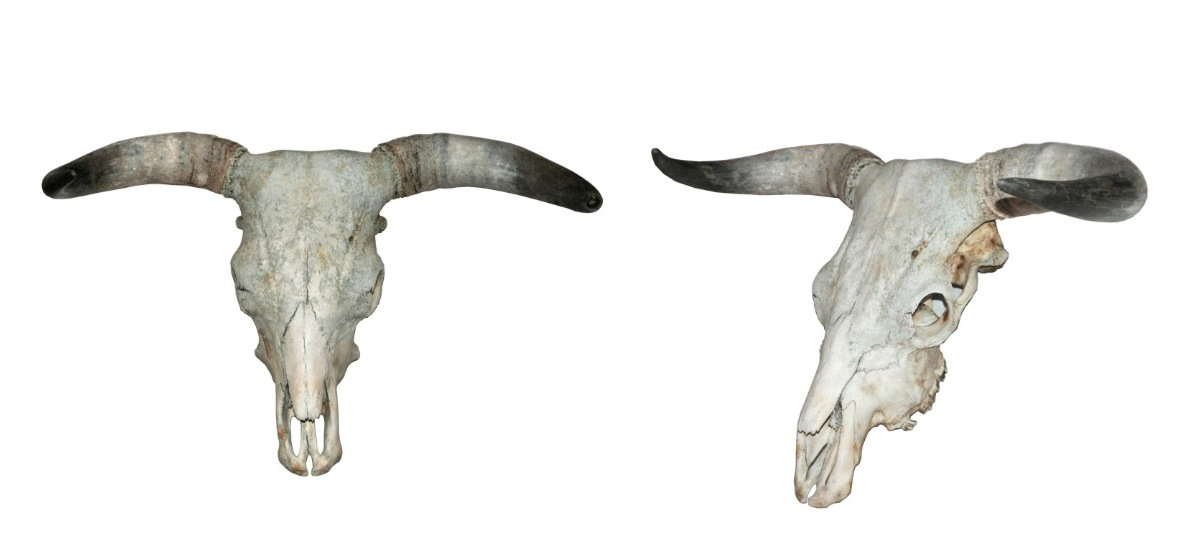
Schädel eines Taurusstiers

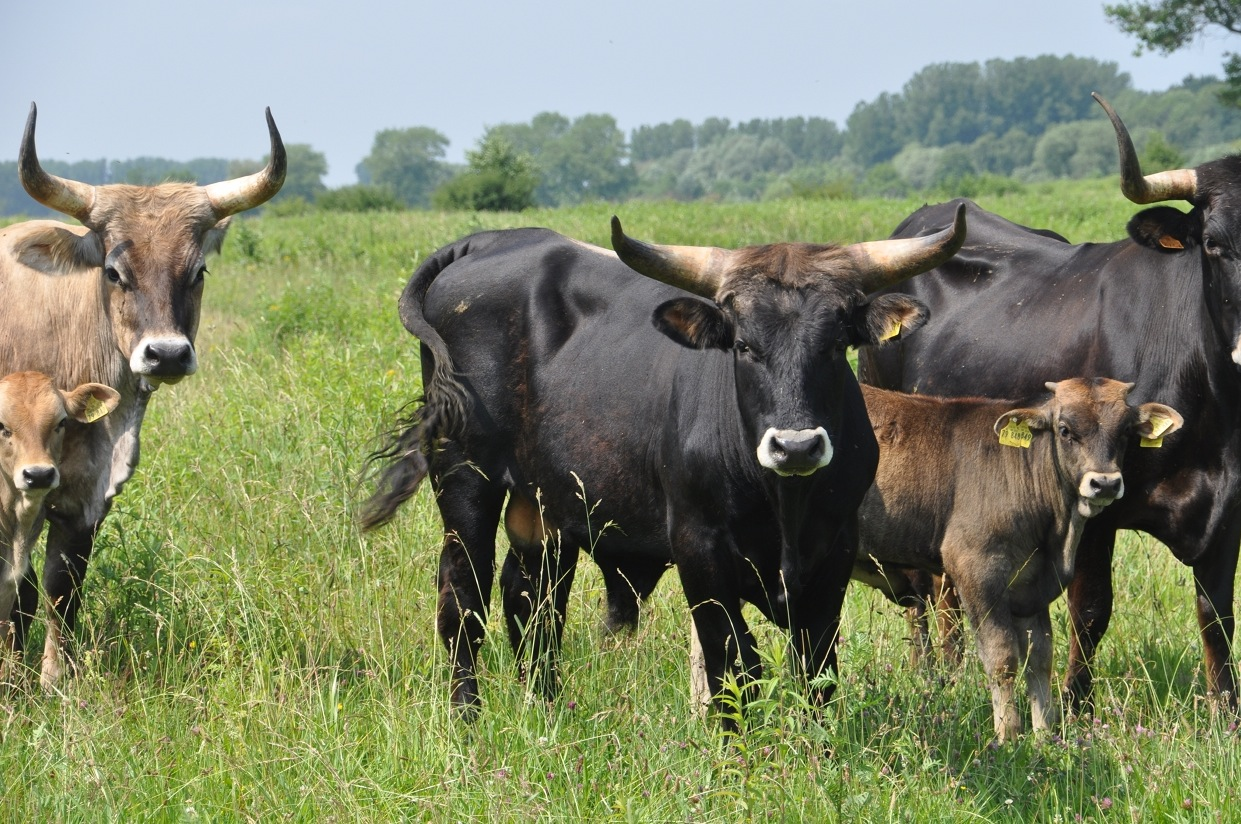
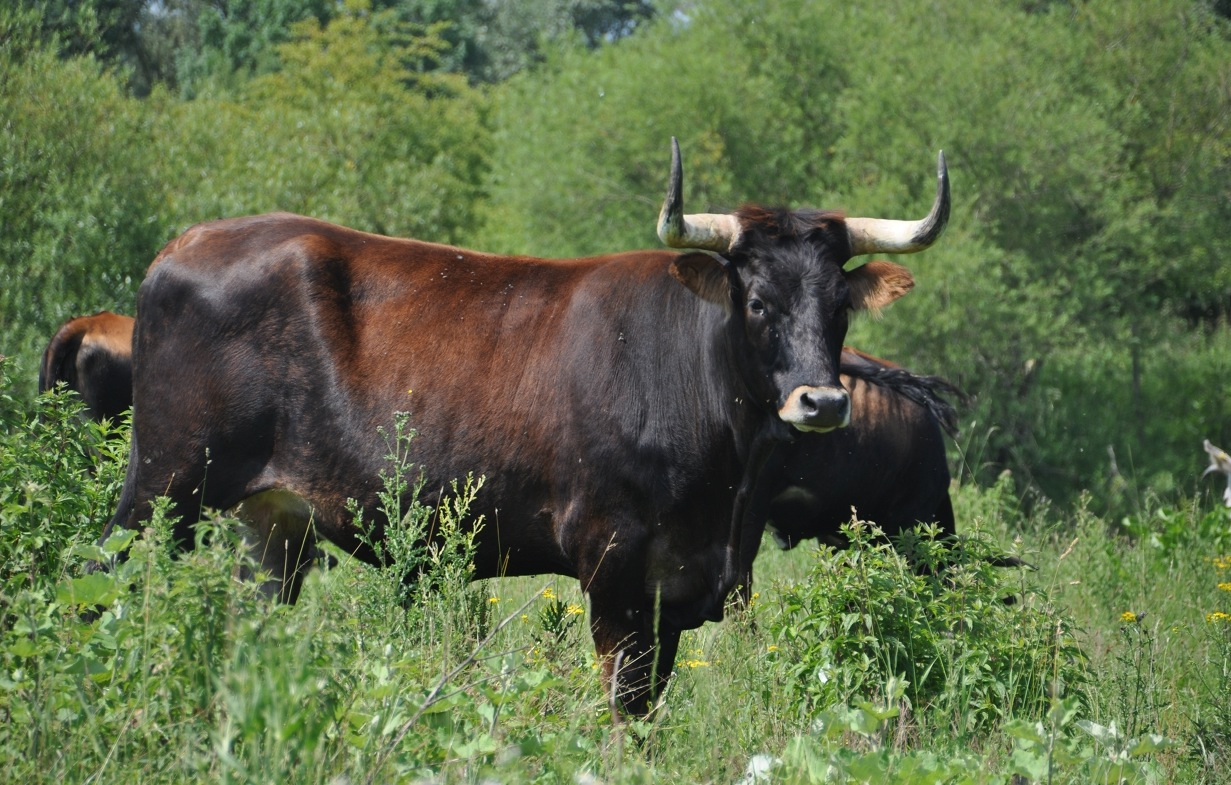
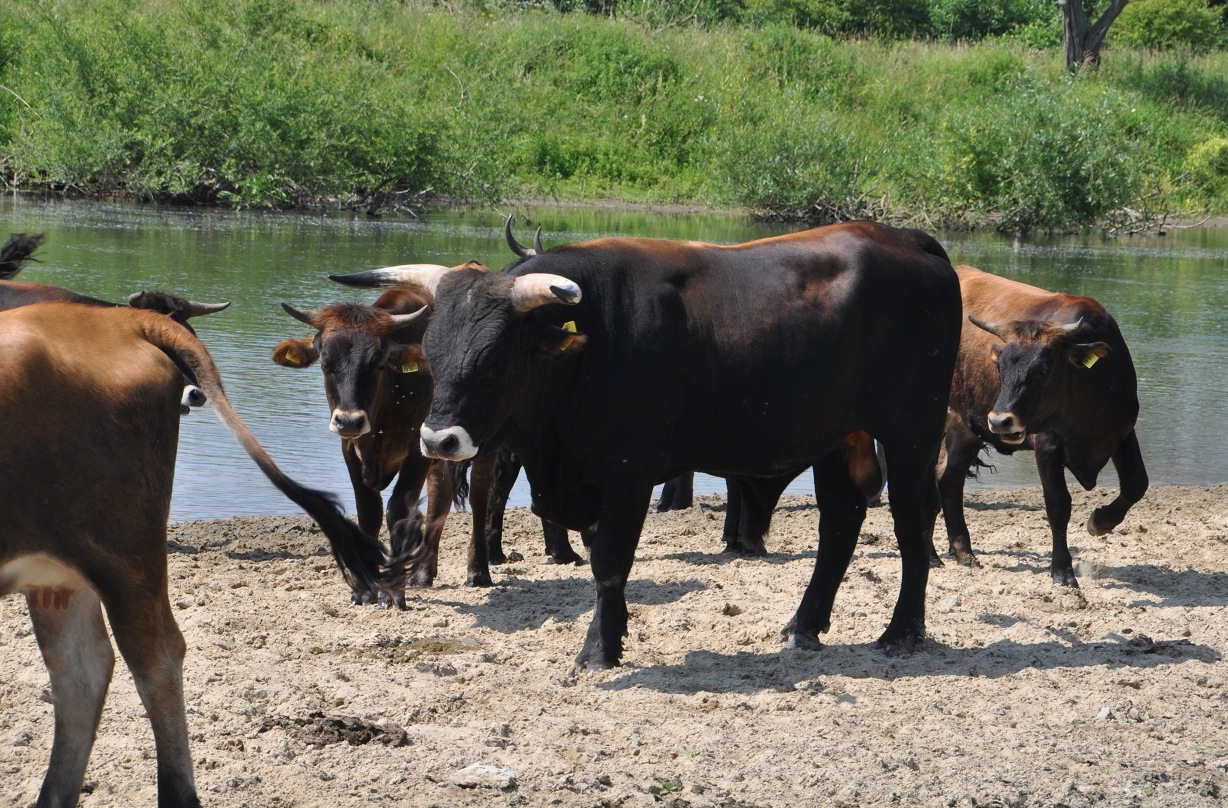
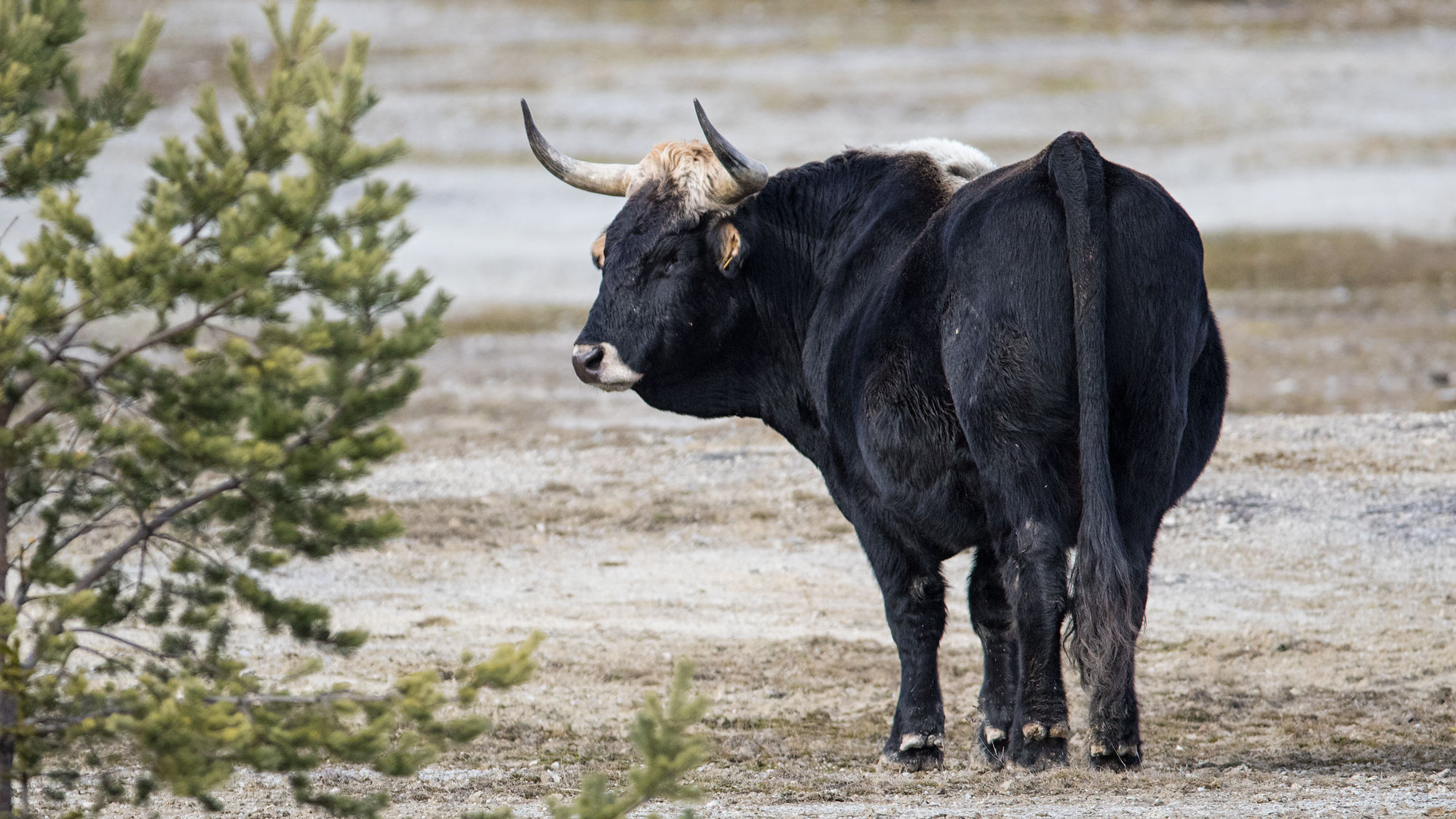
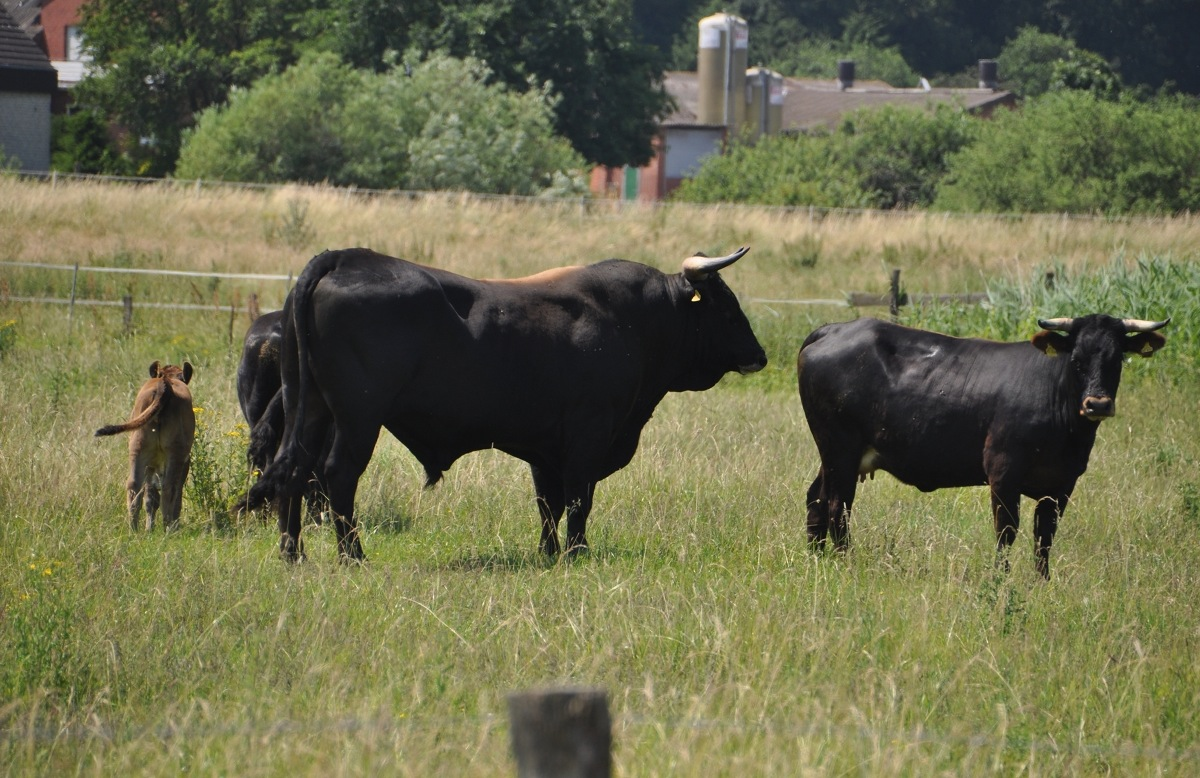
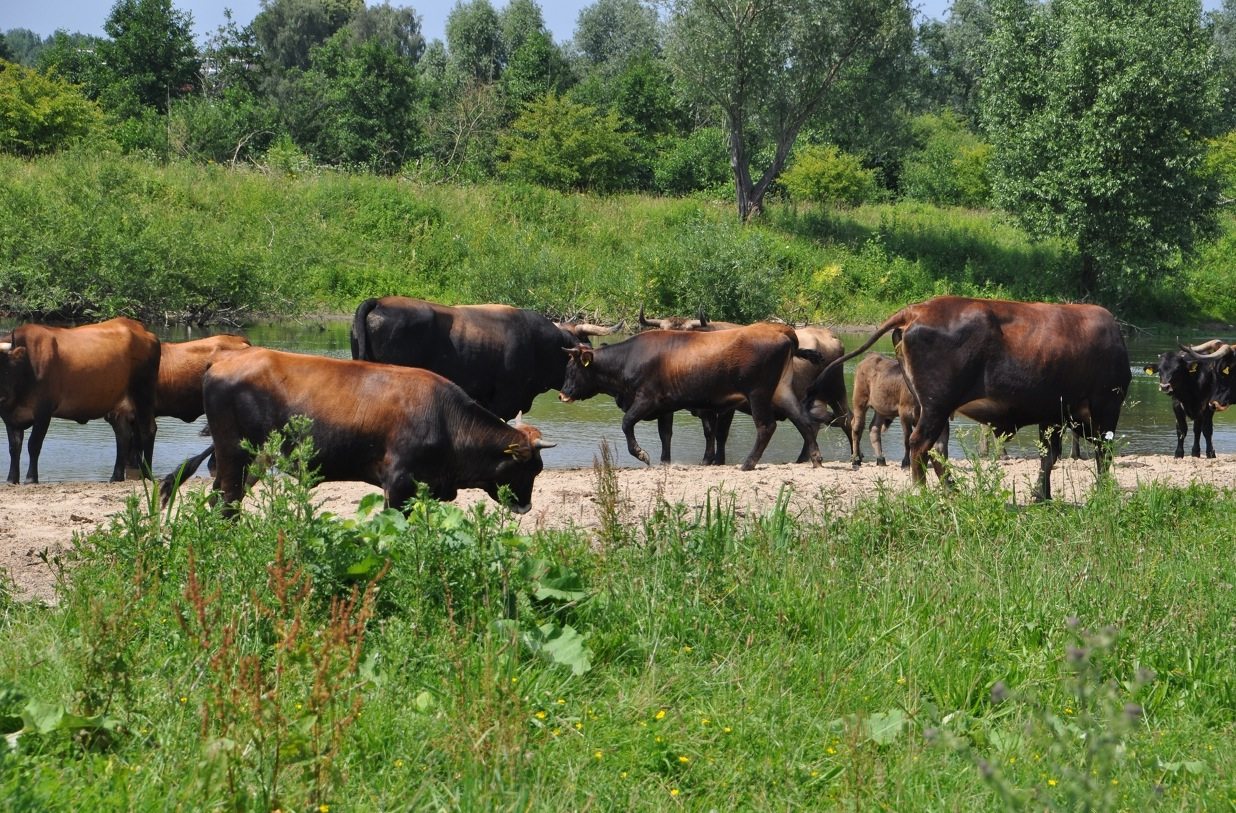

Taurusrinder sind überwiegend schlanke und hochbeinige Rinder. Es gelang, die Schulterhöhe von lediglich 140 cm Widerristhöhe bei durchschnittlichen Heck-Stieren auf etwa 160–165 cm und ein Gewicht von 1400 kg bei einzelnen Taurusbullen anzuheben, was den Maßen des Auerochsen bereits nahekommt. Die Farbe der Stiere ist meist schwarz mit hellem Aalstrich, ein hellerer Sattel auf dem Rücken kann auftreten. Die Kühe sind oft, jedoch nicht immer, heller als die Bullen und weisen eine überwiegend rotbraune Färbung auf. Gräulich, beige oder schwarz gefärbte Kühe können auftreten. Die Hörner der Taurusrinder sind meist deutlich nach vorne und stärker nach innen als bei üblichen Heckrindern geschwungen. Die exakte Krümmung und auch die Horngröße ist jedoch variabel. Der Schädelbau der Taurusrinder ist länglicher als beim Heckrind und gleicht dadurch dem des Auerochsen eher. Auch haben Taurusrinder zumeist eine athletischere Gestalt und oft eine ausgeprägte Schulter- und Nackenmuskulatur.